# Světlana Navarová
Světlana Navarová (* 12. června 1956) je bývalá česká politička, na přelomu 20. a 21. století poslankyně Poslanecké sněmovny za ČSSD.

## Biografie
Už v roce 1993 se za ČSSD účastnila konference britských labouristů. Podílela se na zahraničních aktivitách sociálních demokratů i v následujících letech a v roce 1997 byla zvolena do předsednictva ČSSD. Uvádí se tehdy jako tajemnice ČSSD pro zahraniční vztahy.
V roce 1999 se stala místopředsedkyní pražské organizace ČSSD. Post neobhájila v roce 2001. Angažovala se i v organizaci Sociálně demokratické ženy. V dubnu 1999 neúspěšně kandidovala i na post místopředsedkyně ČSSD. Byla poradkyní premiéra Miloše Zemana. V roce 2000 působila v představenstvu firmy Kongresové centrum Praha.
Ve volbách v roce 1998 kandidovala do poslanecké sněmovny za ČSSD (volební obvod Praha). Nebyla ale zvolena. Do sněmovny ovšem nastoupila dodatečně v září 2000 poté, co na mandát rezignoval Jaroslav Bašta. Byla členkou sněmovního zahraničního výboru a ústavněprávního výboru. V parlamentu setrvala do voleb v roce 2002. Ve volbách v roce 2002 mandát neobhajovala, odstoupila totiž z kandidátní listiny strany a důvody sdělila předsedovi Vladimíru Špidlovi v napůl osobním dopise. Špidla ale její rezignaci odmítl komentovat.
V senátních volbách roku 2000 neúspěšně kandidovala do horní komory za senátní obvod č. 20 - Praha 4. Získala 9 % hlasů, ale senátorem se hned v 1. kole stal Josef Zieleniec. Předtím v komunálních volbách roku 1998 neúspěšně kandidovala do zastupitelstva hlavního města Praha za ČSSD. Profesně se uvádí jako pracovnice v oblasti mezinárodních vztahů. Zároveň v komunálních volbách roku 1994 a komunálních volbách roku 1998 neúspěšně kandidovala do zastupitelstva městské části Praha 4 za ČSSD. Profesně je zde uváděna jako programátorka.
Před volbami do Evropského parlamentu v roce 2004 se zapojila do debat o sestavování kandidátní listiny. Označila za ostudu, že na předních pozicích kandidátky ČSSD nebyla žádná žena. V roce 2005 se uvádí jako pracovnice ministerstva práce a sociálních věcí.